# Providencia, Tlahualilo
Providencia är en ort i Mexiko.   Den ligger i kommunen Tlahualilo och delstaten Durango, i den centrala delen av landet, 900 km nordväst om huvudstaden Mexico City. Providencia ligger 1 095 meter över havet och antalet invånare är 171.
Terrängen runt Providencia är platt åt sydväst, men åt nordost är den kuperad. Runt Providencia är det glesbefolkat, med 9 invånare per kvadratkilometer. Närmaste större samhälle är Tlahualilo de Zaragoza, 6,1 km sydväst om Providencia. Omgivningarna runt Providencia är i huvudsak ett öppet busklandskap.